# Typhon Morakot
Le typhon Morakot, est un cyclone tropical qui a touché le 6 août 2009 les Philippines, le 8 Taïwan et ensuite le 10 le Sud-est de la Chine ; il a été le plus dévastateur pour Taïwan depuis 1959. 
Au nord des Philippines, il a causé la mort de 26 personnes , dont 3 touristes français. Il touche le 8 août l'île de Taïwan causant la mort de 543 personnes et faisant 147 disparus. Le village de Hsiaolin, comptant plus de 2 000 habitants, a été enseveli en grande partie par une coulée de boue, faisant 397 morts et 57 disparus. L'impact économique du typhon sur l'île est évalué à 110 milliards de nouveaux dollars de Taïwan (3,4 milliards de dollars américains). Il frappe ensuite le 10 août le Sud-est de la Chine tuant 6 personnes.

### Philippines

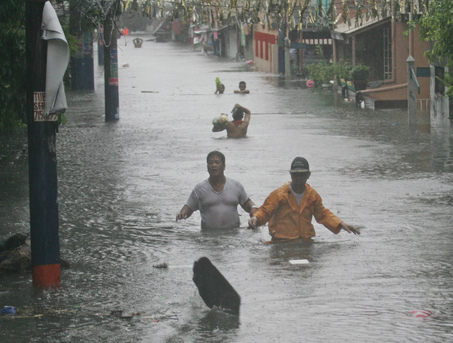
Inondations aux Philippines.